# 보이오티아현
보이오티아(그리스어: Βοιωτία)는 코린토스만 동북쪽에 있는 그리스의 한 지방이다. 남동쪽으로는 아티키주, 서쪽으로 포키다현, 동쪽으로 에비아현, 북쪽으로는 프티오티다현에 접하고 있다.

## 지리
보이오티아현 남부에 코린토스만에 접해 있으며 코린토스 지협의 북쪽 관절에 해당하는 메가리스와 접한다. 남동쪽 아테네를 중심으로 하는 아티카 지방이 있고 키타이론산과 그것으로 이어지는 산맥에 의해 분리되어 있다. 동북은 에우리포스 해협, 에우보이아만을 사이에 두고 에우보이아섬과 마주보고 북쪽으로 동 로크리스 지방과 인접해 있다. 서쪽으로는 포키스가 있었다. 보이오티아 현 지방의 중앙에는 현재는 사라져버린 큰 호수, 코파이스 호수가 존재했다.

## 역사

### 보이오티아 동맹
고대 그리스에서 보이오티아 지방은 지리적 위치 때문에 군사적, 정치적으로 매우 중요한 위치에 있었다. 그리스 신화와 전설에서 이 지방은 매우 중요한 역할을 하였고 나중에 역사시대에는 테바이를 중심으로 방위동맹을 결성했다. 전통적으로 보이오티아 지방은 아르카디아 지방과는 다르게 결속력이 강해 서로 동맹을 맺고 하나의 국가처럼 행동하였다.

### 기원전 5세기
전통적으로 아테나이와는 경쟁관계여서 기원전 480년 페르시아 제국의 침공 때는 페르시아 제국의 편에서 아테나이와 맞서기도 했으며 그 결과 테바이는 동맹의 주도권을 상실했다. 펠로폰네소스 전쟁 당시에는 아테나이에 맞서 싸웠고 기원전 395년부터 시작된 코린토스 전쟁 때는 스파르타와 적대 관계였다. 이후에는 마케도니아 왕국과 맞섰는데 기원전 338년 테바이가 카이로네이아 전투에서 패배하였으며, 알렉산드로스 대왕에게 맞서 다시 한번 봉기했으나 패한 이후에는 중요한 역할을 하지 못했다.

고대 보이오티아 지역의 지도

본래 이 곳은 습지로 그 지역사람들은 말라리아로  고통을 받았던 것으로 추측된다. 13세기 아테네의 지배자였던 프랑스 십자군 병사들이 보이오티아의 코파이스 습지에 배수로를 내기 시작하였다. 이후에 이곳을 점령한 터키인들은 방치해 놓았으나 터키인들이 물러간 후 프랑스와 영국 회사가 코파이스 호수의 진흙탕 물을 에보이아 해로 유도해 빼낸 다음 이 내해를 비옥한 목초지로 만들었다. 수세기 동안 촌뜨기에 천박한 사람으로 멸시당해 왔던 보이오티아 사람들은 이 이후 편견을 물리치고 정상을 되찾았다.

## 출신 인물
- 에파메이논다스
- 플루타르코스
- 헤시오도스
- 핀다로스

## 같이 보기
- 고대 그리스 문학